# Ripley County, Missouri
Ripley County är ett administrativt område i delstaten Missouri, USA, med 13 509 invånare. Den administrativa huvudorten (county seat) är Doniphan. 

## Geografi
Enligt United States Census Bureau har countyt en total area på 1 636 km². 1 636 km² av den arean är land och 6 km² är vatten.

### Angränsande countyn
- Carter County - norr
- Butler County - öst
- Clay County, Arkansas - sydost
- Randolph County, Arkansas - sydväst
- Oregon County - väst